# 스테퍼니 데이비스
스테퍼니 데이비스(Stephanie Davis, 1993년 3월 8일 ~ )는 잉글랜드의 배우이다. 연속극 《홀리오크》의 시네이드 오코너 역으로 이름을 알렸다.